# Khalkotauroi

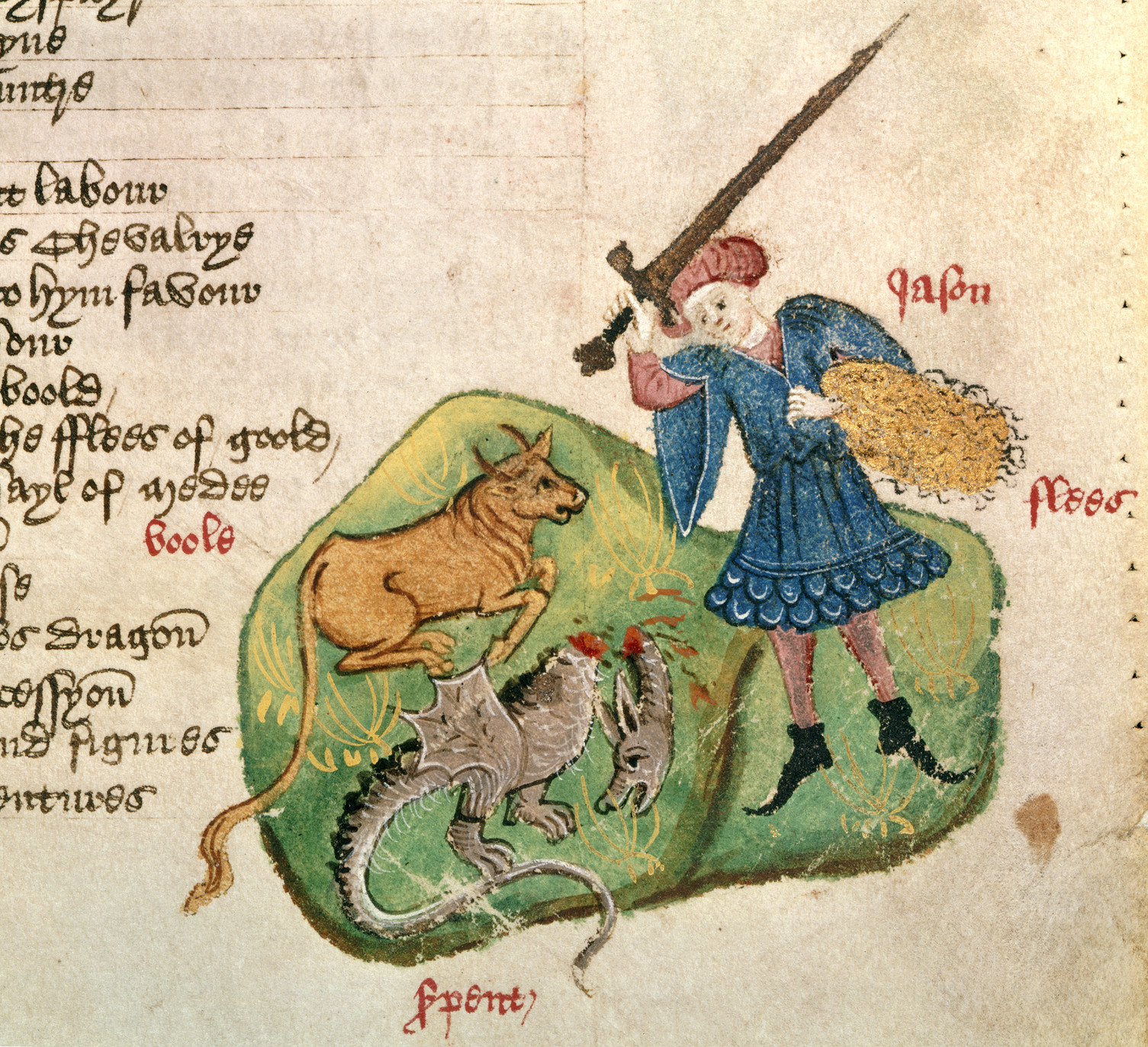
Detail van een miniatuur van Jason en het Gulden vlies. Met het vlies over zijn linkerarm gedrapeerd, zwaait hij met een zwaard in zijn rechterhand en onthoofdt een draak, gadegeslagen door een van de Colchische stieren (ca. 1460)

Khalkotauroi, ook wel Colchische stieren, zijn mythische wezens in de Griekse mythologie. De vuurspuwende stieren met een mond van brons en bronzen hoeven komen onder meer voor in een tragedie van Euripides, namelijk de Medea. Jason moest deze stieren van koning Aëtes gebruiken om een stuk land om te ploegen.